# Bullenbeißer
Le Bullenbeißer, Bullenbeisser (litt. « mordeur de taureaux » en allemand) ou bulldog allemand était une race de chiens puissants spécialement élevée pour la pratique du bull-baiting, des combats au cours desquels les chiens devaient mettre à terre des taureaux. La race, recréée en Allemagne au XIXe siècle par Friederich Roberth, Erald Konig et Rudolf Hopner (qui utilisèrent des Bierboxer qu'ils accouplèrent à des bouledogues anglais), est maintenant éteinte. 

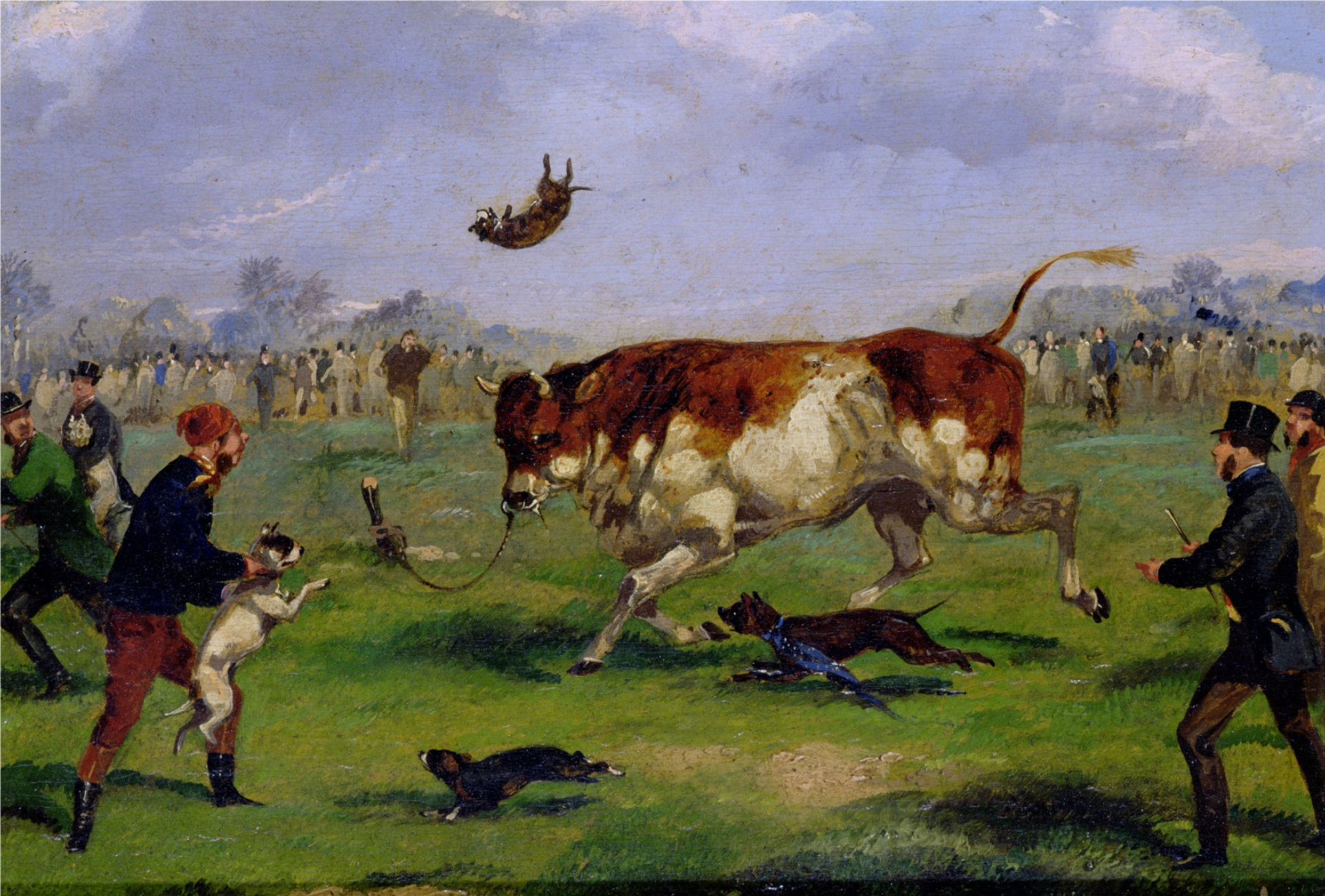
Bull-baiting, par Samuel Henry Alken (XIXe s.).

Originaire d'Asie, le Bullenbeißer aurait été importé en Europe à partir du Ve siècle par les Alains, un peuple de cavaliers nomades, à l'époque des invasions barbares. Les Alains, comme les Huns, autre peuple de cavaliers nomades, utilisaient ce type de molosse, meilleur pour le combat que pour la garde, durant leurs campagnes militaires. 
Le physique sélectionné de ces Bulldogs est prévu pour leur permettre de prendre les taureaux par le nez pour les tirer à terre. 
Ses caractéristiques majeures sont un corps puissant, une poitrine large, une grande tête ridée, des oreilles en chou-fleur, un nez court. Le museau retroussé et la mâchoire inférieure prognathe permettant des prises durables sans s'étouffer. Le Bullenbeißer idéal était trapu, de taille moyenne, stable, et d'une puissance énorme au niveau de la nuque et de la mâchoire. 
Les races de chiens descendant du Bullenbeißer sont le Bulldog anglais, le Old English Bulldog, le Ca de Bou et le Boxer. 
Après l'interdiction des combats de taureaux, en 1835, l'élevage des Bullenbeißer a été perpétué mais l'agressivité et la combativité dont ils faisaient preuve ont néanmoins grandement été perdues.